# Viés de memória
Viés de memória é a tendência de indivíduos terem suas recordações de acontecimentos passados afetadas pela exposição a eventos presentes. O viés de memória é um tipo de viés de informação, já que a forma como a informação (como por exemplo, a rotina alimentar de uma pessoa no passado) é mensurada é afetada, distorcida ou alterada pelo nível de exposição há um acontecimento presente (como por exemplo, a exposição ou a evolução de uma doença).
Este tipo de viés é muito comum em pesquisas transversais epidemiológicas de opinião (no formato de entrevistas), já que os indivíduos afetados por uma doença em específico tendem a buscar por eventos em sua vida passada que poderiam ter contribuído para a causa ou a evolução de sua doença de forma diferente do que indivíduos do grupo de controle (pessoas não afetadas pela doença estudada). Por exemplo, digamos que a taxa de infecção real durante a gravidez em mães de crianças com mal-formação e normais é de 15% (ou seja, não há diferença). Ao serem perguntadas sobre eventos de infeção durante a gravidez, as mães de crianças mal-formadas se lembraram de 60% dos eventos enquanto as mães de crianças normais se lembraram de apenas 10% destes eventos.
Um estudo real de Harvard de 1993 analisou a influencia do viés de memória em mulheres com câncer de mama e mulheres em idade correspondente sem a doença. Foi perguntado aos dois grupos qual era a sua dieta no passado, e as mulheres com câncer tiveram a tendência de relatar uma dieta mais gordurosa do que as mulheres que não tinham a doença, o que elas não sabiam é que haviam participado de um estudo no passado onde sua rotina alimentar havia sido descrita por elas mesmas, e a conclusão foi que as mulheres com câncer distorceram suas lembranças do passado, recordando-se de uma dieta muito mais gordurosa do que de fato tiveram.
Uma forma de evitar esse viés é optar por estudos longitudinais ao invés de estudos transversais.